# Félix de Croisy
Félix de Croisy, est un auteur dramatique du XIXe siècle.

## Biographie
Félix de Croisy, ce qui semble être un pseudonyme non encore élucidé, est l'auteur de plusieurs pièces entre 1826 et 1828 représentées sur les grandes scènes parisiennes de son époque (Théâtre de la Porte-Saint-Martin, Théâtre de l'Ambigu-Comique...) qui ont été soumises à la censure. 

## Œuvres
- 1826 : Charles Stuart, ou le Château de Woodstock, mélodrame en trois actes
- 1826 : Le Nouvelliste ou le plan de campagne, comédie-vaudeville en 1 acte, avec Benjamin Antier et Martin Deslandes, Théâtre de la Porte-Saint-Martin
- 1827 : Péronnelle aux enfers
- 1828 : Bugg, ou Les javanais, avec Benjamin Antier et Hyacinthe de Flers